# 1918 في البرتغال
فيما يلي قوائم الأحداث التي وقعت خلال عام 1918 في البرتغال.

## سياسة

### تعيين في المنصب
- 16 ديسمبر – جواو دو كانتو ه كاسترو رئيس البرتغال.

## مواليد

### يونيو
- 24 يونيو – أنطونيو دوس ريس رودريغوس

### أغسطس
- 21 أغسطس – أنسيلمو فرنانديز

## وفيات

### أكتوبر
- 14 أكتوبر – كارفاليو أرواخو (مواليد 1881) سياسي برتغالي.